# تاريخ الدولار الكندي

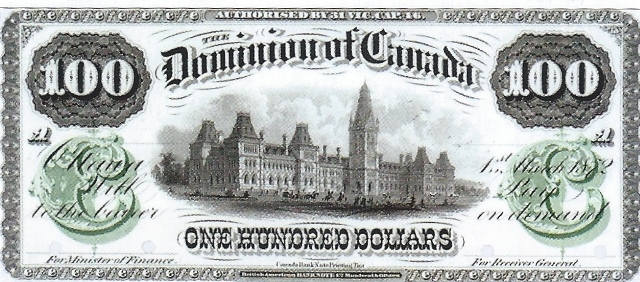
عملة كندية ورقية بقيمة مئة دولار كندي.

لكندا باع طويل فيما يتعلق بعملاتها. قبل الاتصال بأوروبا، استخدمت الشعوب الأصلية مواد من قبيل الفرو والصدف لأغراض تجارية، واستمروا في استعمالها حتى بدء تجارتهم مع الأوروبيين.
اعتبرت الأصداف وفرو القندس أنماطًا من العملة. خلال فترة الاستعمار الفرنسي، تم إدخال العملات المعدنية، وكذلك إحدى الأنماط الأولى للعملة الورقية على يد حكومة غربية. خلال فترة الاستعمار البريطاني، أدخل المزيد من العملات، وكذلك الأوراق النقدية. ابتعدت المستعمرات الكندية تدريجيًا عن استخدام الجنيه البريطاني، واعتمدت عملات مرتبطة بدولار الولايات المتحدة. مع تشكيل الاتحاد في عام 1867، أصدر الدولار الكندي. بحلول منتصف القرن العشرين، كان مصرف كندا المصدر الوحيد للعملة الورقية، وتوقفت المصارف الأخرى عن إصدار الأوراق النقدية.
بدأت كندا في إصدار عملات نقدية خاصة بها بعد فترة وجيزة من قيام الاتحاد الكونفدرالي. في القرن العشرين، أصدرت كثيرًا من العملات التذكارية للتداول، لتحل مؤقتًا محل تصاميم النقود الحالية. هناك أيضًا تاريخ طويل من إصدارات العملات.

## الشعوب الأصلية والتجارة
تاجر سكان كندا الأصليون من الأمم الأولى والإنويت بالسلع على أساس المقايضة. لعبت أنواع مختلفة من المواد دور العملة مثل النحاس والأصداف وفرو القندس. استخدم السكان الأصليون في شرق كندا الأحزمة الصدفية، المصنوعة من العديد من الأصداف الصغيرة، لاحتساب الثروات والهدايا. استخدمت الأحزمة الصدفية أيضًا بمثابة عملة خلال الفترة الاستعمارية الأولى، واعترف بها كعملة قانونية في المستعمرات الهولندية والبريطانية الأولى.
تاجر السكان الأصليون بالفرو مع التجار الأوروبيين مقابل سلع أخرى مثل الأسلحة، والأقمشة، والطعام، والفضة، والتبغ. خلال الفترة الطويلة لتجارة الفرو، كان هناك قبول عام بكون الفرو وسيطًا للتبادل بين الشعوب الأصلية والتجار الأوروبيين على حد سواء، لدرجة أن فرو القندس، كان يستخدم كوحدة حسابية من قبل شركة هادسون باي، لتحديد تسعير متسق لجميع سلعها التجارية.
اشتهرت قبيلة تشيبيوا في شرق كندا بتعدين النحاس والاتجار به. كان لأغراض معينة مثل لدروع النحاسية، قيمة اقتصادية واجتماعية خاصة. استخدمت مجموعة هايدا في الساحل الغربي الدروع النحاسية كمقياس للمكانة والثروة.

## فرنسا الجديدة: 1908–1763

### النقص المستمر في العملات
مع تأسيس كيبك في عام 1608، بدأ تأسيس المستوطنات والتجارة الفرنسية. قايض المستعمرون الفرنسيون الأوائل البضائع واستعملوا العملات الفرنسية أيضًا. كانت الوحدة الأساسية للعملة هي الدنير أو البنس. كل 12 دنيرًا تساوي وحدة «سو»، وكل 12 سو تساوي ليرة فرنسية. إلا أن هناك مشكلة تكررت: لم يكن هناك أبدًا ما يكفي من العملات الصعبة (النادرة). رغم إرسال الحكومة الفرنسية عملات فضية من فرنسا مثل «التورنوا المضاعف»، إلا أن النقود كانت في الغالب تخرج من دائرة التداول لاستخدام التجار إياها في دفع ضرائبهم وشراء السلع الأوروبية، فضلًا عن احتكار العملات لضمان الأمن المالي الشخصي. للتعامل مع النقص، سمحت الحكومة الفرنسية باستعمال عملات نقدية محدودة بفرنسا الجديدة، سميت «مونوي دو باي». حددت للعملة قيمة أعلى من نظيرتها في فرنسا (مونوي دو فرانس)، ولكن العملة الجديدة لم تحظ بنجاح لافتقارها القيمة خارج المستعمرة. دخلت العملات الأمريكية-الإسبانية المسكوكة في المكسيك (مثل بياستر) أحيانًا من خلال التجارة السرية. تبنت الحكومة الاستعمارية ممارسة ختم العملات بشعار زهرة الزنبق ورقم روماني يشير إلى وزن الفضة، وبالتالي قيمتها. سمح للعملات النقدية المختومة بالتداول.

### أموال ورق اللعب
بحلول سنة 1685، زاد النقص في العملة حدة، حتى إن السلطات الاستعمارية لجأت إلى استعمال ورق اللعب كعملة. كان الإصدار الأول لورق اللعب المستخدم كعملة على يد المشرف الحكومي جاك دي مول. في عام 1685، كان عليه الدفع للجنود لقاء خدماتهم في حملة قامت مؤخرًا. استنفذت أمواله الشخصية والحكومية على السواء، ولم يرد اقتراض المال بالسعر الذي حدده التجار. بدلًا من ذلك، أصدر ثلاثة أنماط من أوراق اللعب المالية (15 سو، و40 سو، و4 ليرات). وضعت علامة على بطاقات اللعب بالمبلغ الموجود في الخلف، ومنحت للجنود كتعويض. استردوا أموالهم بعد 3 أشهر عندما أتيح المزيد من النقود المعدنية.
رغم إصدارها على شكل أوراق دفع، كوعد من الحكومة الاستعمارية بدفع رواتب للجنود عند توفر المزيد من النقود، إلا أن أوراق اللعب بدأت تنتشر كوسيط للتبادل التجاري. كان هذا أول إصدار من الأموال الورقية من قبل حكومة غربية. لم يتلق هذا النوع من النقود موافقة الحكومة الفرنسية التي كانت قلقة من سهولة تزوير البطاقات، وثنت السلطات الاستعمارية عن إصدار هذه البطاقات. مع ذلك، حتى عند وصول المزيد من النقود المعدنية من فرنسا، استعمر استعمال أوراق اللعب. أصدر المشرف مبلغًا أكبر من البطاقات في السنة التالية، 1686، مع إصداره المزيد في السنوات اللاحقة. رأى الحاكم لويس دي بود دي فرونتناك قيمة العملة تدريجيًا، ووافق على توسيع نطاق استخدامها، ولكن بمرور الوقت، ساهم استعمال أوراق اللعب المالية في ارتفاع التضخم. في عام 1717، سحبت الحكومة الاستعمارية جميع أوراق اللعب المالية من التداول، إذ جعلت قيمة البطاقة تساوي 50% من القيمة المكتوبة عليها، وأحرقتها.
لم يحل سحب أوراق اللعب المالية مشكلة النقص المزمن في العملة. في سنة 1722، أدخلت الحكومة العملات النحاسية، لكنها لم تلقى قبولًا جيدًا. ساهم عدم وجود أي شكل من أشكال الصك النقدي الوصول للكساد.
في عام 1729، أدى النقص المستمر في سك العملة إلى إعادة استقدام أوراق اللعب المالية، وهذه المرة بموافقة الحكومة الفرنسية. كانت كمية البطاقات المالية الجديدة في البداية تحت سيطرة صارمة، وكان بالإمكان صرفها إلى أوراق مالية للتداول في فرنسا. قلل هذا النهج من الحاجة إلى نقل الصكوك النقدية عبر الأطلسي. رغم الإشارة إليها باسم «البطاقات المالية»، إلا أنها لم تستخدم في الواقع أوراق اللعب، بل بالأحرى بطاقات عادية. أصدرت الحكومة الاستعمارية أوراق دفع مستحقة من وزارة الخزانة، وأشير لكونها نظام دفع يمكن تداوله كعملة. إلا أنه نظرًا للحالة المالية الفرنسية، اعتمدت الحكومة على نحو متزايد على سندات الخزانة لتمويل الحروب. بحلول سنة 1760، بلغ مجموع سندات الخزانة 30 مليون ليرة، وكان حجم النقود الورقية المتداولة في المستعمرة أكبر بخمس عشرة مرة مما كان عليه في سنة 1750.
لقيت أموال البطاقة ونظام الدفع الجديد نجاحًا في البداية. إلا أن التدهور التدريجي لمالية الحكومة الفرنسية خلال النصف الأول من القرن الثامن عشر، ونفقات حرب السنوات السبع مع بريطانيا، أثارا زيادة سريعة في كمية الأوراق النقدية المتداولة في خمسينيات ذلك القرن. تحول ذلك بدوره إلى مشكلة تضخم، وذلك حسب إشارة الحاكم مونتكالم في رسالة بعث بها إلى الحكومة الفرنسية. عنى تضاؤل الثقة في العملات الورقية زيادة في احتكار سك النقود، تطبيقًا لقانون كريشام الاقتصادي (يتلخص القانون في العبارة الشهيرة «النقود الرديئة تطرد النقود الجيدة من السوق»). استمر انخفاض قيمة الأوراق المالية التي أصدرتها الحكومة الاستعمارية، لا سيما مع إيقاف الحكومة الفرنسية إيفاء قيمة البطاقات المالية إلى ما بعد انتهاء الحرب مع بريطانيا.